# Panther Stadium
Das Panther Stadium ist ein Stadion in der US-amerikanischen Metropole Atlanta im Bundesstaat Georgia.
Das Stadion wurde als Hockeystadion für die Olympischen Sommerspiele 1996 errichtet. Während der Spiele war das Stadion Austragungsort der Vorrundenspiele der beiden Hockeyturniere. Die Finalrunde wurde im Alonzo Herndon Stadium ausgetragen. Nach den Spielen wurde das Panther Stadium zu einem Mehrzweckstadion für die Sportmannschaften der Clark Atlanta University umfunktioniert.